# Ralf von der Marwitz
Ralf von der Marwitz (* 29. Oktober 1888 in Oldenburg in Oldenburg; † 29. September 1966 in Wiesbaden) war ein deutscher Vizeadmiral im Zweiten Weltkrieg sowie von 1937 bis 1944 Marineattaché an verschiedenen Botschaften und Gesandtschaften.

## Leben

### Herkunft und Familie
Er entstammte dem Adelsgeschlecht Marwitz und war der Enkel und der Sohn eines preußischen Landstallmeisters. Seine Eltern waren Eugen von der Marwitz und Anna Kinderling, Tochter der Nelly Claasen und des späteren Vizeadmirals Franz Kinderling. Ralf von der Marwitz heiratete 1918 in Rietz-Neuendorf, einem alten Marwitz-Gut bei Berlin, Margarethe Rauch, sie hatten keine überlebenden Nachfahren. Heinrich von der Marwitz-Rütznow ist sein Urgroßvater, dieser war 42 Jahre Landrat des Kreises Greifenberg in Pommern.

### Militärkarriere

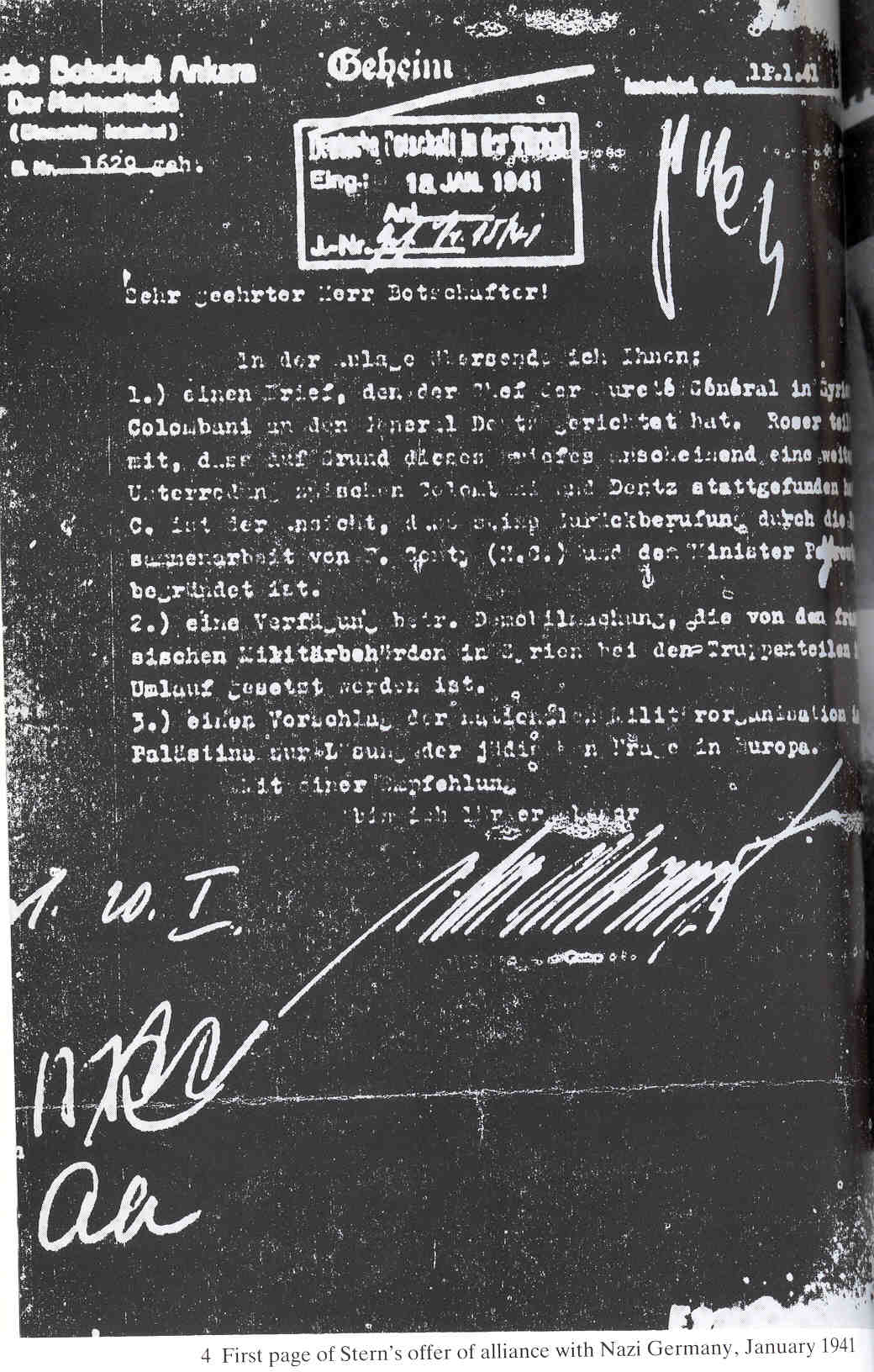
Begleitschreiben von Marwitz an Botschafter Franz von Papen in Ankara zum Vorschlag von Lechi über Kollaboration mit Nazi-Deutschland, 11. Januar 1941

Am 1. April 1906 trat Marwitz als Seekadett in die Kaiserliche Marine ein und absolvierte seine Schiffsausbildung auf der Kreuzerfregatte Stosch. Anschließend kam er an die Marineschule und wurde am 6. April 1907 zum Fähnrich zur See ernannt. Nachdem er die Schule erfolgreich absolviert hatte, wurde er im Oktober 1908 auf den Stationskreuzer Bremen versetzt, dessen Einsatzgebiet im Bereich der südamerikanischen Küste lag. Marwitz verblieb vom 16. November 1908 bis 15. Juni 1910 an Bord des Kleinen Kreuzers und erhielt die Beförderung zum Leutnant zur See am 30. September 1909. Nach seiner Rückkehr nach Deutschland wurde er bis zum 28. September 1910 zur Disposition der I. Marineinspektion gestellt und anschließend als Kompanieoffizier zur I. Torpedo-Division versetzt. Dort setzte man Marwitz in der Folge als Wachoffizier auf verschiedenen Torpedobooten ein und beförderte ihn am 19. September 1912 zum Oberleutnant zur See. Am 20. Oktober 1913 erfolgte seine Versetzung sowie Ernennung zum Chef der 1. Minensuchhalbflottille in Kiel.
Bei Ausbruch des Ersten Weltkriegs war Marwitz noch immer Chef dieses Verbandes. Er wurde am 10. März 1917 zum Kapitänleutnant befördert und am 12. Juli 1917 mit der Führung der 3. Minensuchhalbflottille in Wilhelmshaven betraut. Für seine Leistungen wurde Marwitz mit beiden Klassen des Eisernen Kreuzes, dem Ritterkreuz des Königlichen Hausordens von Hohenzollern mit Schwertern, dem Hanseatenkreuz Hamburg sowie dem Friedrich-August-Kreuz I. Klasse ausgezeichnet.
Nach Kriegsende erfolgte seine Übernahme in die Reichsmarine und am 1. Oktober 1921 seine Ernennung zum Kompaniechef in der II. Abteilung der Schiffstammdivision der Ostsee in Stralsund. Vom 1. März 1922 bis 2. Oktober 1923 hatte er die gleiche Dienststellung bei der I. Abteilung der Schiffstammdivision der Nordsee in Wilhelmshaven. Anschließend war er bis 31. März 1925 Erster Offizier auf dem Kleinen Kreuzer Hamburg. Dann erfolgte seine Verwendung als Referent bei der Inspektion des Torpedo- und Minenwesens. Am 1. August 1925 wurde Marwitz zum Korvettenkapitän befördert und am 30. September 1927 zum Kommandeur der I. Marineartillerieabteilung ernannt. Gleichzeitig mit seiner Beförderung zum Fregattenkapitän am 1. Oktober 1930 wechselte Marwitz als Chef des Stabes wieder zur Inspektion des Torpedo- und Minenwesens. Am 28. September 1932 wurde er Kommandeur über die Befestigungen an der Emsmündung, und in dieser Dienststellung erfolgte am 1. Januar 1933 seine Beförderung zum Kapitän zur See. Vom 7. Oktober 1935 bis zum 9. Juli 1937 war er Kommandeur der Befestigungen Wesermünde.

### Marineattaché
Am 10. Juli 1937 wurde Marwitz als Marineattaché zur deutschen Botschaft in Paris versetzt. Ab diesem Zeitpunkt bis zum 13. Oktober 1938 war er auch Marineattaché an der Botschaft in Lissabon. Bedingt durch die strategische Lage Portugals wurde er während des Einsatzes der Legion Condor zur Niederschlagung der spanischen Republik ab 1936 in die Absicherung der intensiven Waffen-, Material- und Personaltransporte nach Spanien auf dem See- und Luftweg mit einbezogen. Sein direkter Vorgesetzter an der Botschaft in Frankreich war der Geschäftsträger Johannes von Welczeck (1878–1972). Am 11. April übergab er die Amtsgeschäfte an seinen Nachfolger Hans Henning (1895–1948). Bereits am 19. Mai 1939 wurde er Marineattaché an der deutschen Botschaft in Ankara, wo er am 1. November 1939 zum Konteradmiral befördert wurde. Geschäftsträger der deutschen Botschaft in der Türkei war zu diesem Zeitpunkt Franz von Papen (1879–1969), der sehr deutlich bemüht war, die Türkei in ein festes politisches und militärisches Bündnis mit Deutschland zu integrieren. Im Ergebnis dieser Bemühungen wurde am 18. Juli 1940 ein deutsch-türkischer Freundschaftsvertrag unterzeichnet. Zeitgleich ab 1939 verantwortete Marwitz auch von Ankara aus die Funktion des Marineattachés an den deutschen Botschaften in Athen (bis 6. April 1941), in Bukarest (bis 23. August 1944) und in Sofia (bis 31. August 1944). Eine weitere Aktivität in seiner Funktion als Marineattaché galt der Aktivierung der radikalen Untergrundorganisation Palästinas – genannt Lechi– unter ihrem Leiter Awraham Stern. Hierbei ging es vor allem darum, diese Kräfte für Aktionen gegen die britische Besatzungsmacht starkzumachen. Am 1. Februar 1942 wurde Marwitz zum Vizeadmiral befördert. Die recht intensiven Bemühungen der deutschen Botschaft in Ankara, die Türkei während des Zweiten Weltkrieges auf die Seite Deutschlands, Italiens und Japan zu ziehen waren nicht erfolgreich. Sie schlug sich auf die Seite der Alliierten und brach am 1. August 1944 die diplomatischen Beziehungen zum Deutschen Reich ab. Dennoch verblieb Marwitz noch kurzzeitig als Geschäftsträger bis Ende des Monats auf seinem Posten. Hier wurde er dann auch interniert. Nach seiner Freilassung kehrte er am 1. November 1946 nach Deutschland zurück.
Marwitz verstarb am 29. September 1966 in Wiesbaden.